# 팟 제너레이션
팟 제너레이션(The Pod Generation)은 영국에서 제작된 소피 바르트 감독의 2023년 코미디, 로맨스, SF 영화이다. 에밀리아 클라크 등이 주연으로 출연하였다.

## 출연

### 주연
- 에밀리아 클라크 : 레이첼 노비 역
- 치웨텔 에지오포 : 앨비 노비 역
- 로잘리 크레이그 : 웜 센터 디렉터 역
- 비넷 로빈슨 : 앨리스 역
- 장 마르크 바르

## 수상 내역
- 2023년 39회 선댄스 영화제 (알프레드 P. 슬로안 상)